# Katedralna

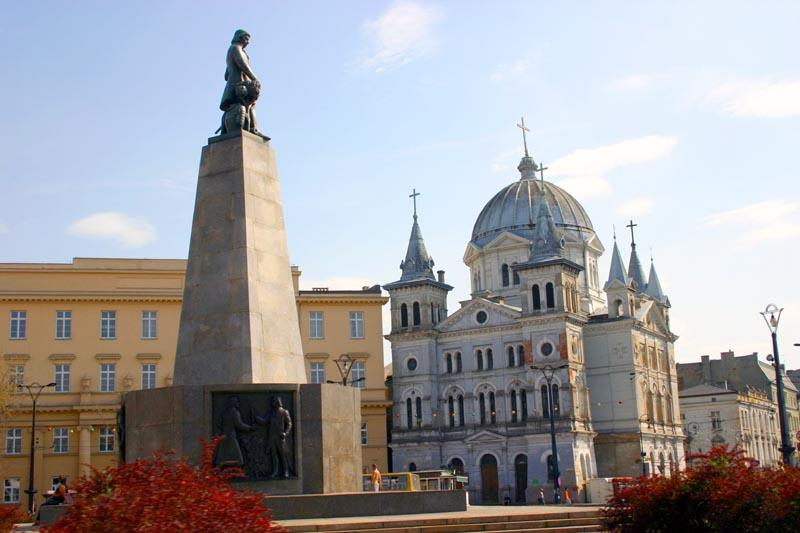
Plac Wolności; na pierwszym planie pomnik T. Kościuszki, w tle kościół pw. Zesłania Ducha Św.

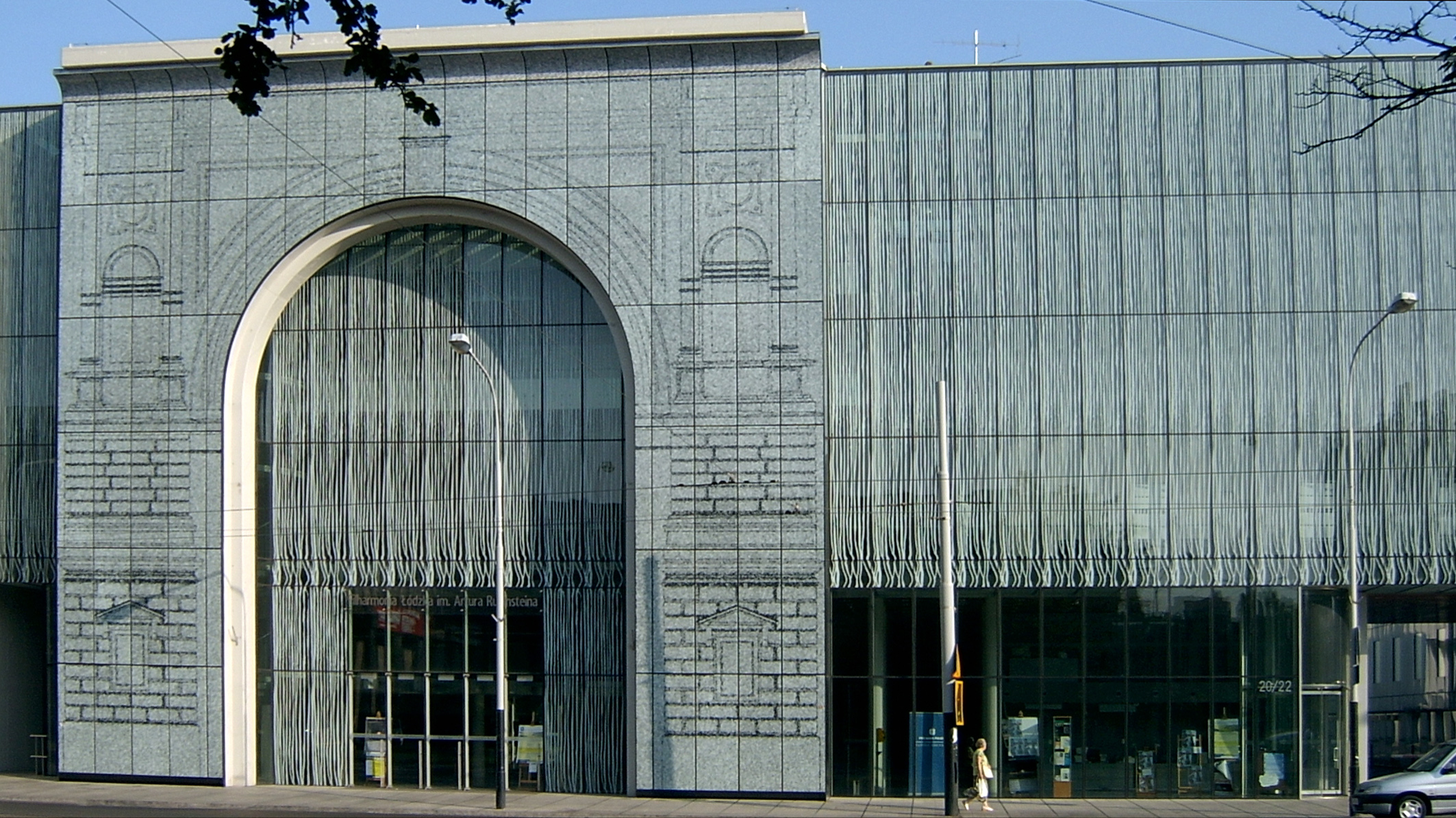
Filharmonia Łódzka im. Artura Rubinsteina

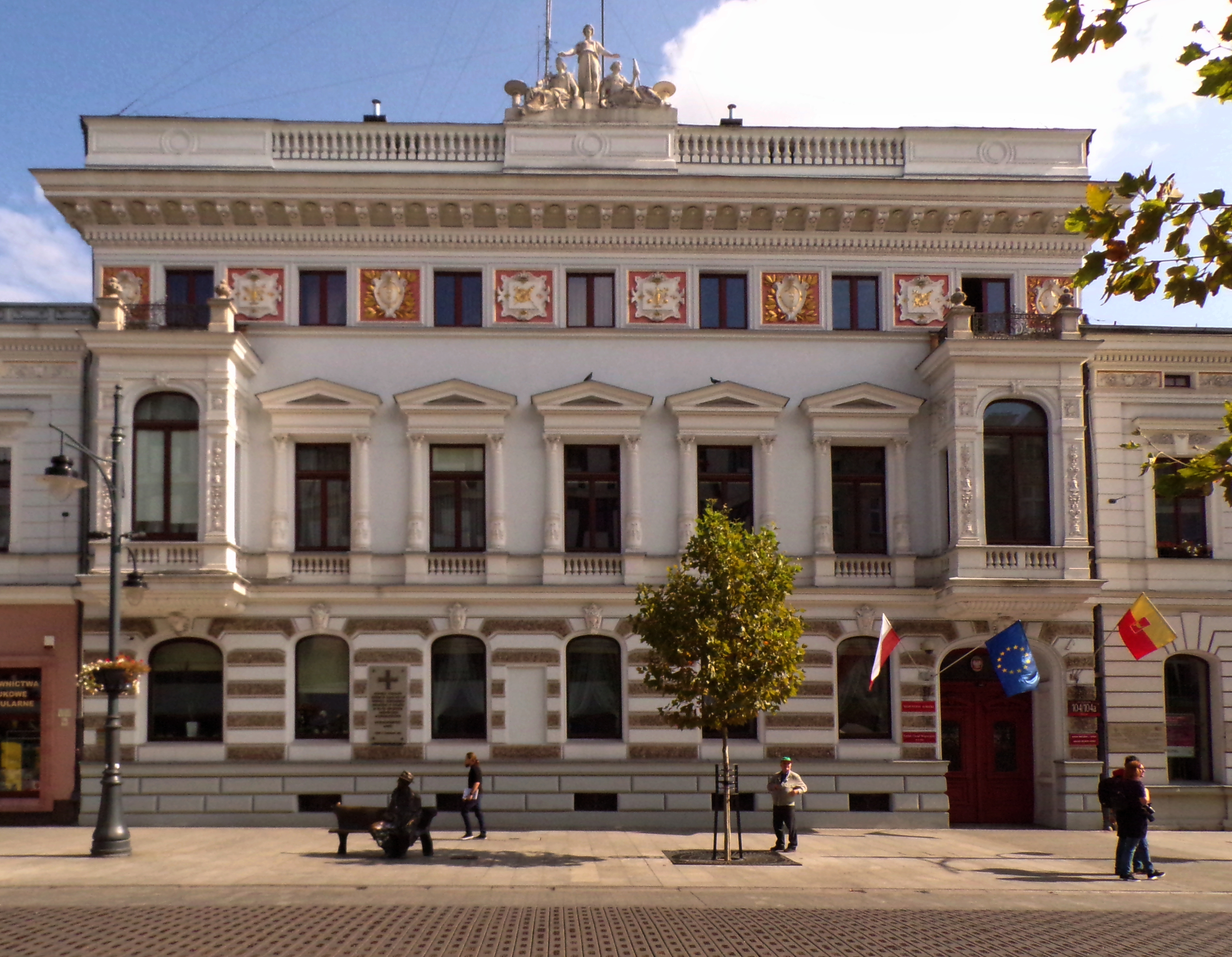
Ulica Piotrkowska, Urząd Miasta

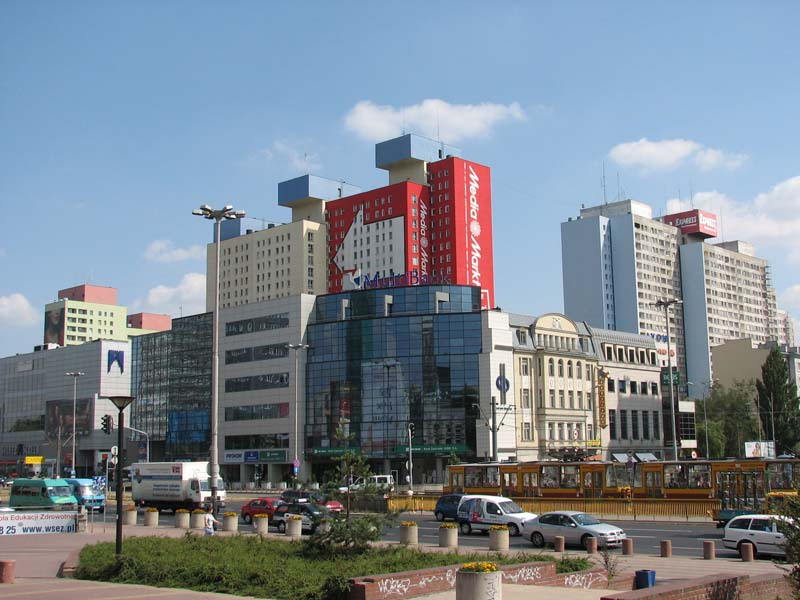
Kilkunastopiętrowe wieżowce w Śródmiejskiej Dzielnicy Mieszkaniowej

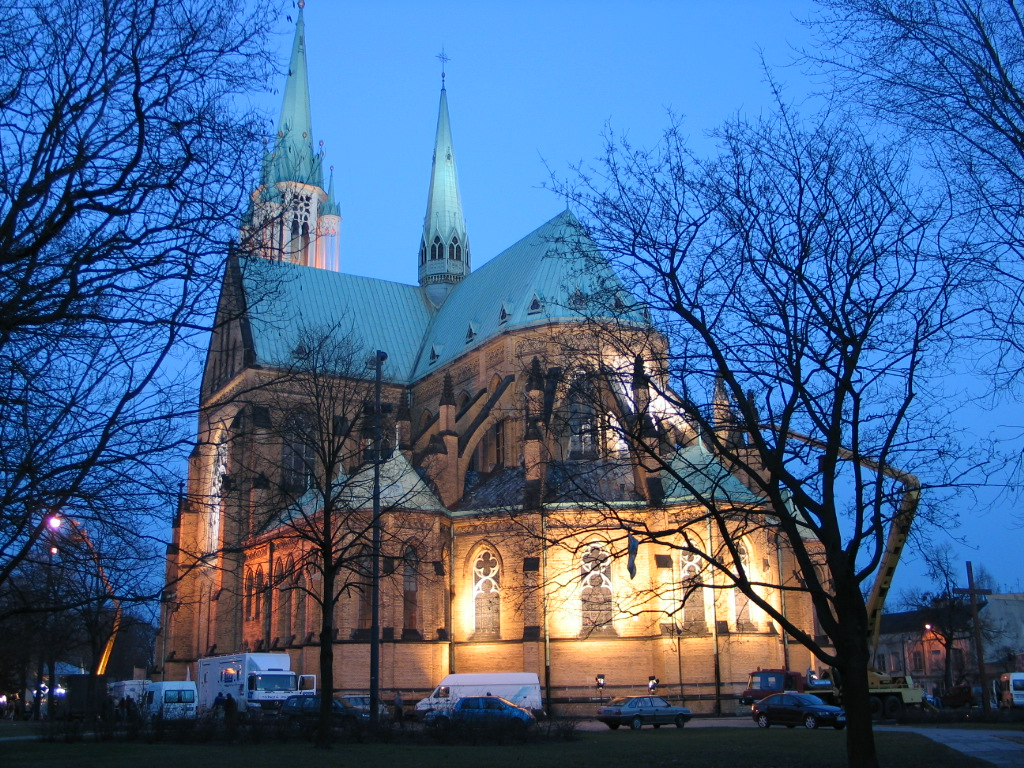
katedra św. Stanisława Kostki

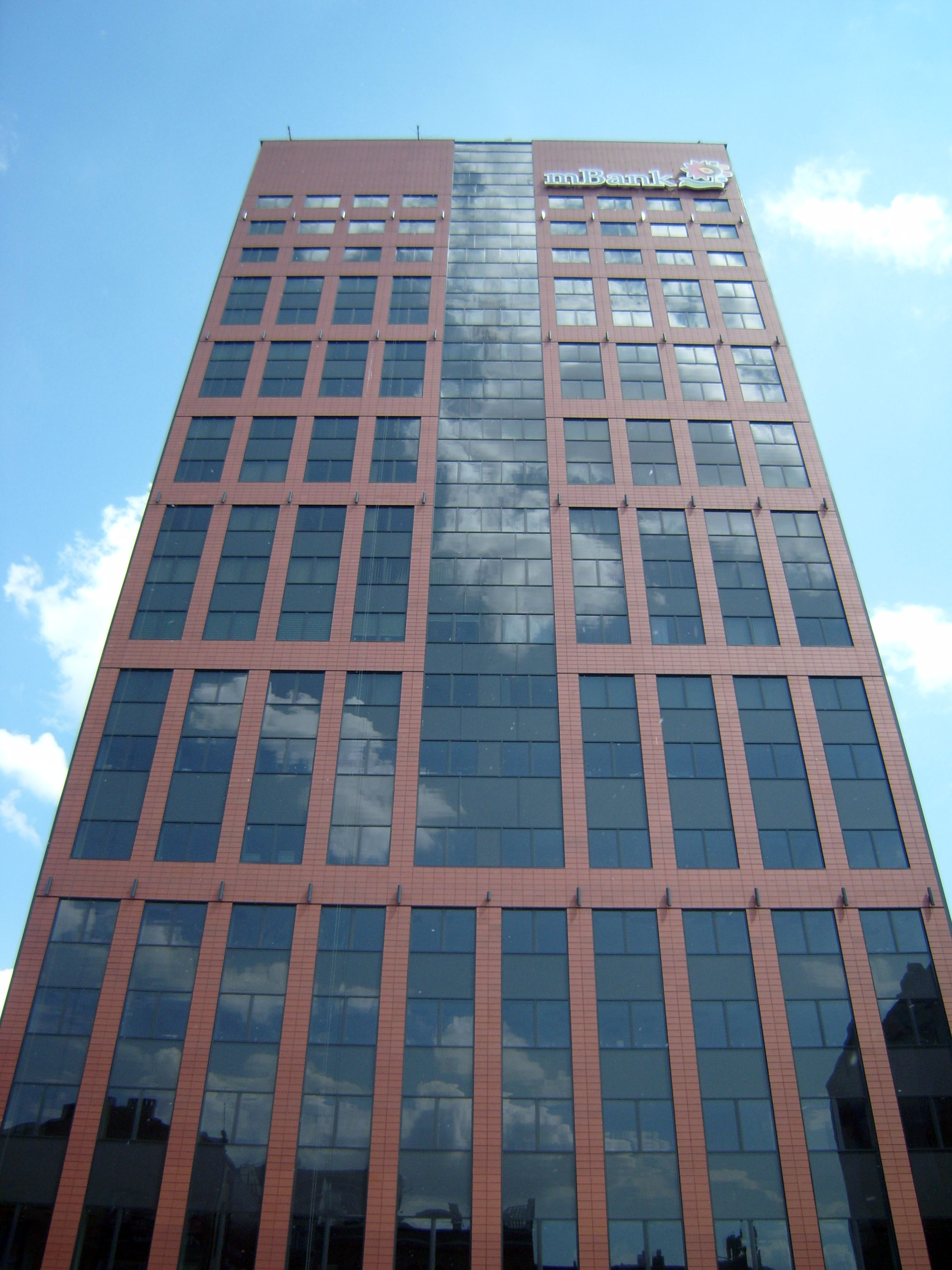
Red Tower – znajdujący się na terenie osiedla najwyższy budynek w Łodzi

Katedralna – jednostka pomocnicza gminy w śródmieściu Łodzi. Na obszarze nieco ponad 3 km² osiedle zamieszkuje 47 657 osób.
Nazwa osiedla pochodzi od zlokalizowanej na jego obszarze archikatedry pw. św. Stanisława Kostki.

## Zabudowa
Osiedle to znajduje się w starej części Łodzi, stąd większość zabudowy stanowią kamienice, zbudowane w XIX wieku oraz początku wieku XX. W centrum osiedla, w pobliżu ulicy Piotrkowskiej znajduje się Śródmiejska Dzielnica Mieszkaniowa, najwyższe w Łodzi osiedle mieszkaniowe (będące zarazem najwyższym w Polsce osiedlem wybudowanym w technologii wielkopłytowej), na które składa się 8 wieżowców: 6 kilkunastopiętrowych oraz dwa 25-piętrowe, o wysokości 78 m.; budynki te zbudowano w latach 70. Także w paru innych punktach osiedla stoi pojedynczo kilka wieżowców.
Na terenie osiedla znajduje się też nieco obiektów pofabrycznych, obecnie wykorzystywanych w innych funkcjach. 
W 2006 na terenie osiedla, przy jednej z głównych ulic Łodzi – al. Piłsudskiego zostało otwarte centrum księgowe koncernu Philips.
Mało jest natomiast parków i innych obiektów zielonych – największym jest park im. H. Sienkiewicza.
Na terenie osiedla znajduje się najważniejszy łódzki plac – Plac Wolności, zaś przez całą długość osiedla przebiega najważniejsza łódzka ulica – Piotrkowska.

## Infrastruktura
Na terenie osiedla, będącego ścisłym centrum miasta znajduje się wiele ważnych miejsc i instytucji, m.in. teatry (łódzka Filharmonia), muzea, szkoły różnych szczebli, w tym wiele wyższych uczelni, siedziby banków. Na obszarze osiedla znajdują się także siedziby władz samorządowych (przy ulicy Piotrkowskiej) oraz urzędów państwowych, a także kościoły m.in. 
katolickie: katedra św. Stanisława Kostki i  kościół pw. Zesłania Ducha Św. oraz ewangelicki kościół św. Mateusza.
Ponadto na terenie osiedla znajduje się wiele większych i mniejszych sklepów i domów handlowych (m.in. Galeria Łódzka, DH Central), punktów usługowych, placówek bankowych, aptek; znajdują się tutaj siedziby licznych firm itd. 
Przez teren osiedla, z racji jego centralnego położenia, przebiegają trasy wielu linii tramwajowych i autobusowych.